# 基爾卡山 (馬卡里區)
14°43′13″S 71°04′53″W / 14.72028°S 71.08139°W
基爾卡山（Qillqa），是秘魯的山峰，位於該國東南部普諾大區，由梅爾加省的馬卡里區負責管轄，屬於安地斯山脈的一部分，海拔高度4,901米。